# Paselstollen
Koordinaten: 47° 4′ 48,9″ N, 13° 5′ 50,9″ O
Der Paselstollen ist ein seit 1943 bestehender Stollen bei Böckstein im Gasteinertal, Land Salzburg. Er wurde zur Goldgewinnung vorgetrieben und wird seit 1952 unter dem Namen Gasteiner Heilstollen als Kureinrichtung der Radonbalneologie genutzt. Bergrechtlich wird der Stollen von der Erzbergbau Radhausberg GesmbH betrieben und von der Gasteiner Kur-, Reha- u Heilstollen BetriebsgesmbH medizinisch genutzt.

## Lage und Daten

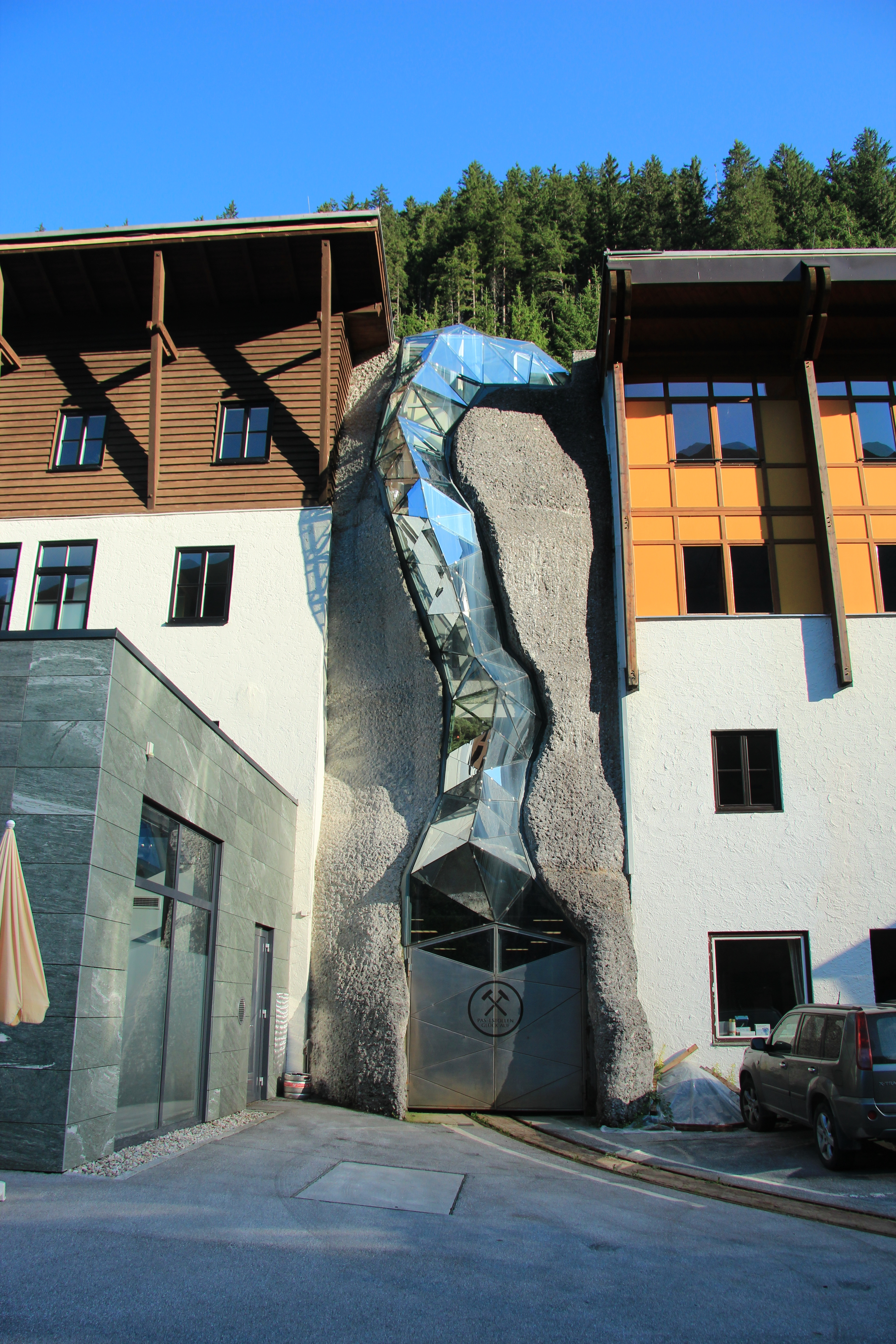
Die heutige Einfahrt zum Stollen

Das Stollenportal liegt etwa 2 Kilometer westlich des Bahnhofs Böckstein in Richtung Sportgastein, am Fuß des Radhausbergmassivs in 1290 m ü. A. Seehöhe.
Der Stollen wurde fast 2 Kilometer (1888 m Stollenlänge) Richtung Süd vorgetrieben, die lichten Maße waren: Höhe 3,40 m, Sohlenbreite 3,40 m, und Firstbreite 3,0 m.

## Geschichte
Das Radhausbergmassiv ist ein altes Goldbergbaugebiet, die Schürfrechte wurden mit dem Anschluss Österreichs 1938 von der Republik (Bundesschätze) auf die Preuß-A.G. übertragen. 1940 erfolgte der Anschlag des Pasel-Stollens in Böckstein, um die alten Stollen am Radhausberg zu unterfahren. Schon 1943 wurde der Vortrieb, der auch unter Einsatz von etwa zwei Dutzend polnischer Zwangsarbeiter erfolgte, wegen mangelnder Ergiebigkeit eingestellt. Stattdessen fand man hohe Gesteins- und Lufttemperaturen und eine über dem Normalbereich liegende Konzentration von Radon in der Stollenluft. Diese Besonderheiten und Hinweise auf Heilwirkungen des Stollenklimas bei der Belegschaft des seinerzeitigen Bergbaubetriebes veranlassten die Universität Innsbruck, 1946 mit umfangreichen wissenschaftlichen Untersuchungen zu beginnen.
Die hohe radioaktive Hintergrundstrahlung des Gasteinertals war schon seit Anfang des 20. Jahrhunderts bekannt, im Paselstollen liegt die Konzentration im Jahresmittel bei etwa 44.000 Becquerel je m³ Stollenluft. Zum Vergleich: In Gebäuden wird ein Richtwert von 200–400 Bq/m³ als Obergrenze für eine Radongefährdung angenommen.
Der Stollen ist nach Curt Pasel, einem Ministerialdirigenten im Reichs- und Preußischen Wirtschaftsministerium, benannt.

## Geologie
Der Gasteiner Paselstollen folgt mit seinen Stollenstrecken einem ca. 25 Mio. Jahre alten Erzgang, welcher steil einfallend in große Tiefen (bis 3000 m) des Radhausberges reicht. Dieser Erzgang entstand im Zuge der Alpidischen Gebirgsbildung durch Dehnung der durch den damaligen Nordschub Afrikas hochgefalteten Gesteinsmassen entlang der Gebirgsachse. Die Druckentlastung beim Aufreißen der tiefen Gangspalte lässt ein Aufsteigen und Absetzen sulfidischer Metallerze aus den unterlagernden alten Schiefern der Habachformation zu, die den Riss bis zur Oberfläche mit edelmetallreichen Erzen füllen.
Am Ende der letzten Europäischen Eiszeit versickerten große Massen an Schmelzwässern entlang jüngerer unvererzter Spalten (Fäulen) in den Berg, welche die ca. 3000 m mächtige Gneisabfolge langsam bis zum dichten Schieferboden (Formation des Tauernfensters) durchwässerten, sich dort aufwärmten und als heiße Wässer wieder nach oben stiegen. Die beim Aufstieg in höhere (= kältere) Gesteinsschichten neuerliche Abkühlung erzeugte langsam einen großräumigen und langfristigen Wasserkreislauf, der über Tausende von Jahren die Spurenelemente des Gneises (Radium, Fluor und Chrom) löste und im Wasser anreicherte. Das im heißen Wasser gelöste Radium zerfiel weiter in Radon und aus dem Fluor entstanden in Verbindung mit Wasser starke Säuren, die letztlich auch die Metalle des Erzganges angriffen und zersetzten.
Erst die starke, manchmal bis zu 1000 m tiefe Erosions-Eintiefung der alpinen Täler nach Ende der Eiszeit ließ die im Gneis des Radhausbergs lange Zeit gefangenen Massen von Schmelzwässern an der tieferen nordöstlichen Talsohle in Form heißer, radonhaltiger Quellen austreten. Wie bei einem gefüllten Eimer, welcher an seinem Rand (= Quellhorizont bzw. Höhenlage der Quellen) überläuft, tritt aus den Quellen immer nur jene Wassermenge aus, welche durch die jährliche Schneeschmelze/Niederschläge im weitläufigen Einzugsgebiet dem Gesamtsystem regelmäßig zufließt (diese Tiefenstruktur wird Mallnitzer Mulde genannt).
Die fortgeschrittene Lösung der Edelmetallerze in der Gangspalte wurde auf Höhe des ältesten (ersten) Talbodens gestoppt, da das Thermalwasser aufgrund seiner frühesten Quellaustritte hier nicht mehr höher im Berg aufsteigen konnte. Dies ermöglichte letztlich später den historischen Gold- und Silberbergbau entlang der über 1000 m über dem Talboden gelegenen Ausbisse des Erzganges, bis in Tiefen von ca. 400 m (Bergwerk Radhausberg/Hieronymushaus, Knappenbäudlsee).
Erst in den 1940er-Jahren wurde versucht, mit dem Vortrieb des 2 km langen Paselstollens den Radhausberg samt seines Erzgangs nur knapp (200 m) über dem heutigen Talboden zu unterfahren. Statt der erhofften Erze wurden nur heißer radonhaltiger Wasserdampf angetroffen, der über die leere Gangspalte aus der Tiefe (vom ca. 200 m tiefer liegenden heutigen Quellhorizont) aufstieg und die umgebenden Gesteine bis auf ca. 40 °C aufwärmte.

## Kurbetrieb

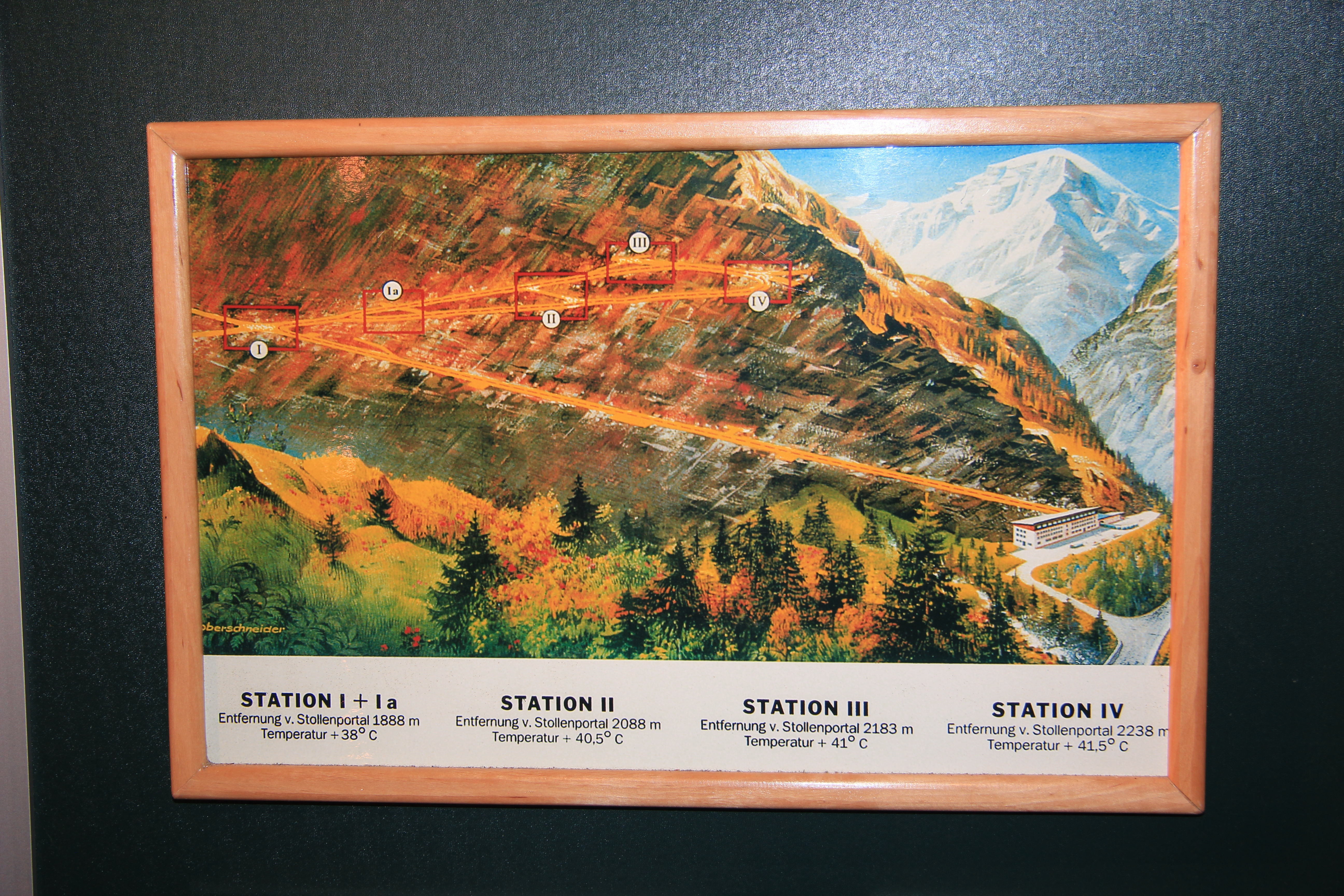
Darstellung im Montanmuseum Altböckstein

Der Kurbetrieb wird heute von der Gasteiner Kur-, Reha- und Heilstollen Betriebsgesellschaft m.b.H betrieben, einem Konsortium örtlicher, regionaler und überregionaler Heil- und Tourismuseinrichtungen und Einzelpersonen der Branche. Wissenschaftlich betreut wird er von der Paracelsus Medizinische Privatuniversität in Salzburg (Forschungsinstitut Gastein).
Im Gasteiner Heilstollen werden vor allem chronische Erkrankungen des Bewegungsapparates, der Atemwege und der Haut mit Radon und Hyperthermie behandelt.
Der Therapiebereich des Stollens gliedert sich in fünf unterschiedliche Stationen, die sich in Wärme (37–41,5 °C) und Luftfeuchtigkeit (75–100 %) unterscheiden. Die Einfahrt dauert 90 Minuten, von denen ca. 60 Minuten liegend im Therapiebereich verbracht werden. Jährlich werden 14.000 Patienten dort behandelt.
Die effektive radioaktive Strahlendosis einer 3-wöchigen Kur mit 10 Anwendungen im Stollen beträgt etwa 1,8 mSv. Die natürliche jährliche Strahlenbelastung durch Radon und andere inhalierte Nuklide bewegt sich weltweit zwischen 1 und 10 mSv pro Jahr (UNSCEAR 2008). Für nicht beruflich oder als Patient strahlenexponierte Personen definieren die EU-Staaten eine zusätzliche Belastung von 1 mSv pro Jahr als Obergrenze; der Radonstollen ist daher ein Kontroll- oder Überwachungsbereich gemäß Strahlenschutzverordnung.
Gegenwärtig gibt es keine wissenschaftlich fundierte Empfehlung zur Radontherapie. Die Kureinfahrten werden allerdings von den österreichischen Sozialversicherungen für Morbus Bechterew, rheumatoide Arthritis und Psoriasisarthritis als Behandlung anerkannt.